# Melanostoma scalare
Melanostoma scalare là một loài ruồi trong họ Ruồi giả ong (Syrphidae). Loài này được Fabricius mô tả khoa học đầu tiên năm 1794. Melanostoma scalare phân bố ở vùng Cổ Bắc giới

## Hình ảnh

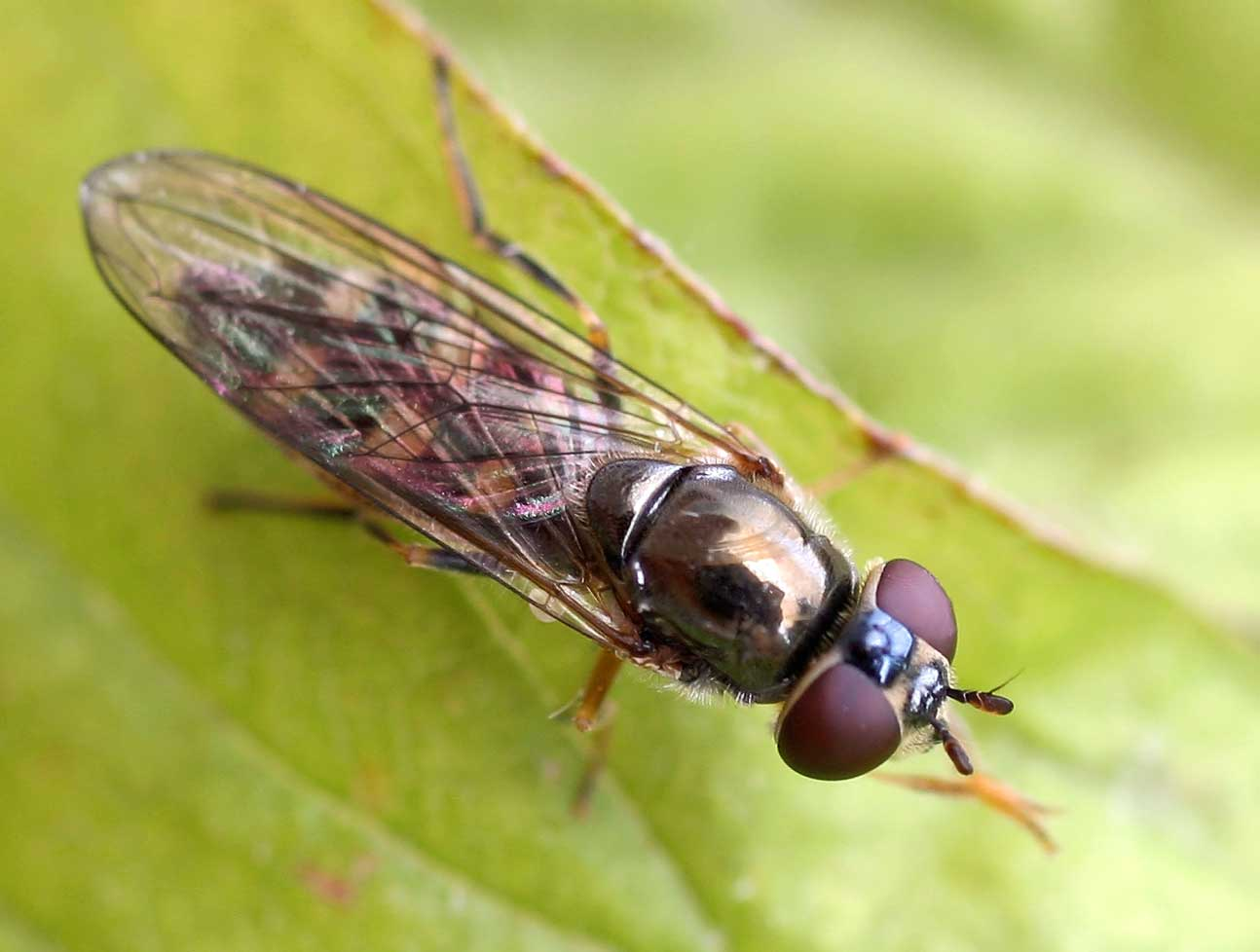
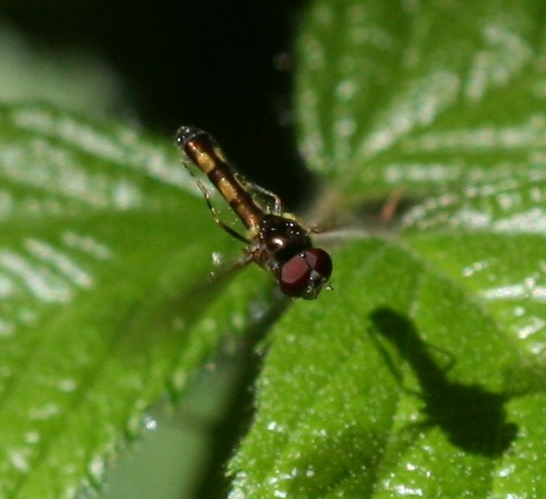
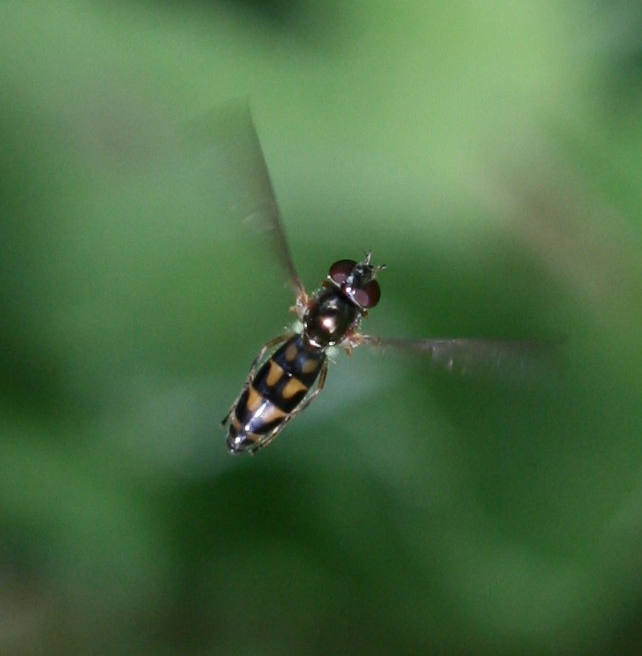
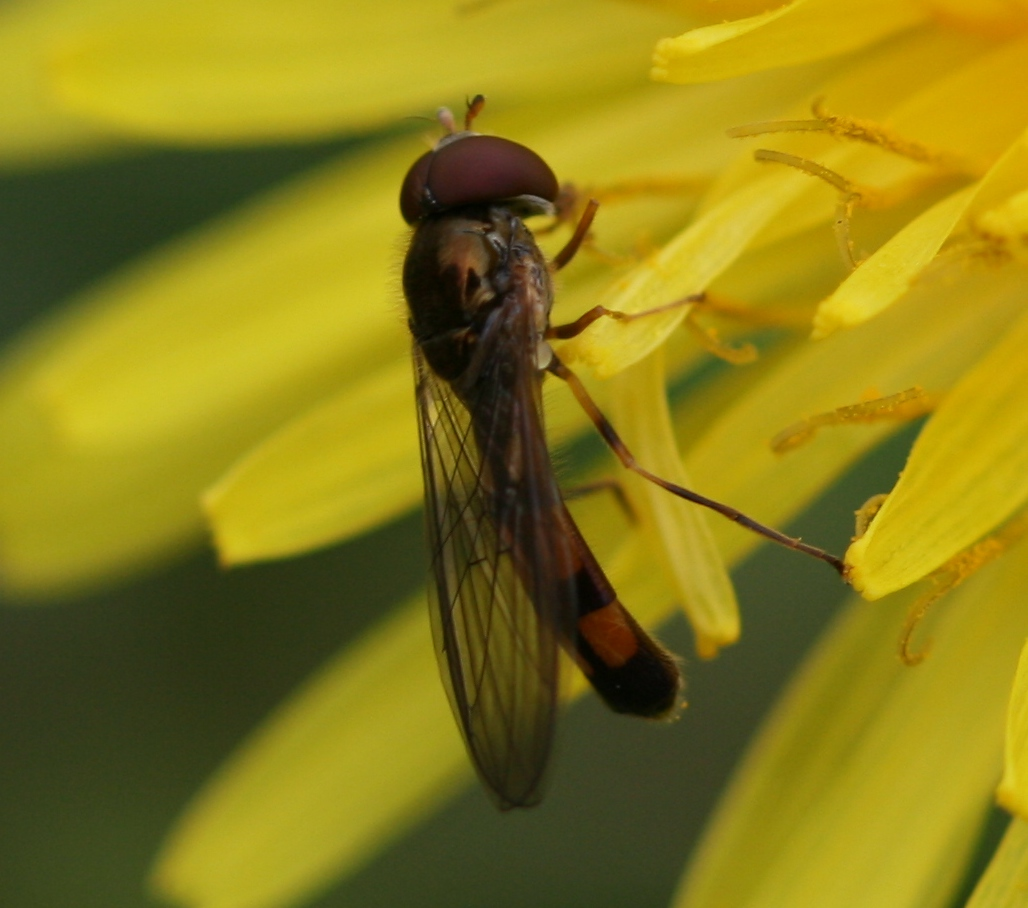
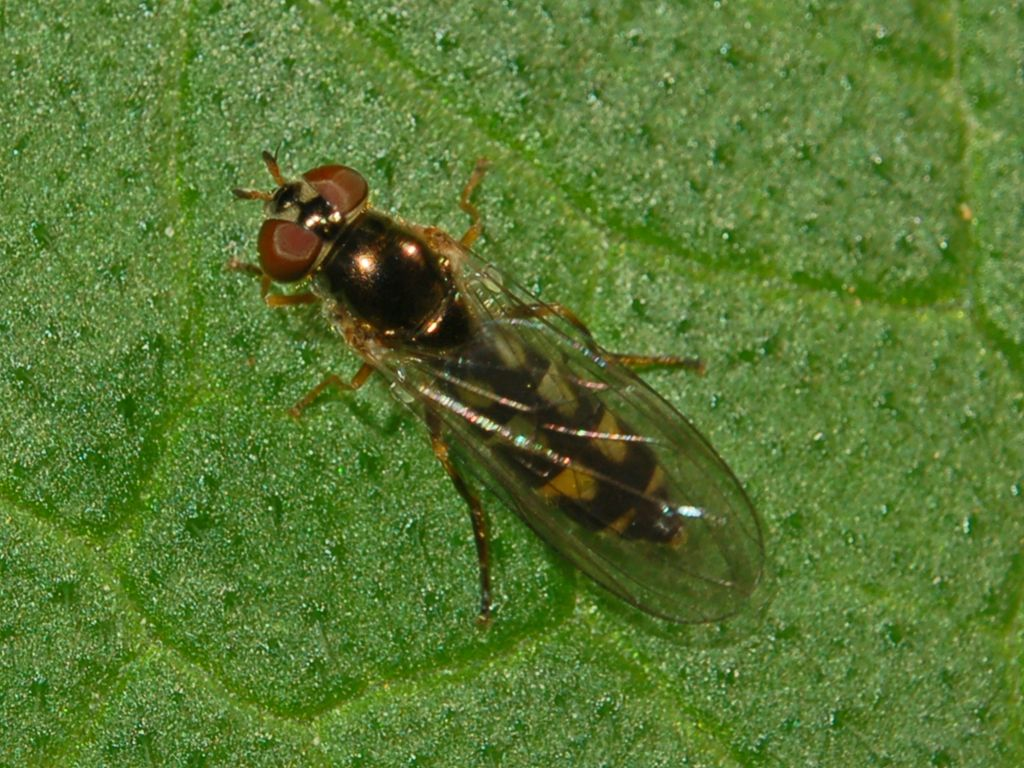
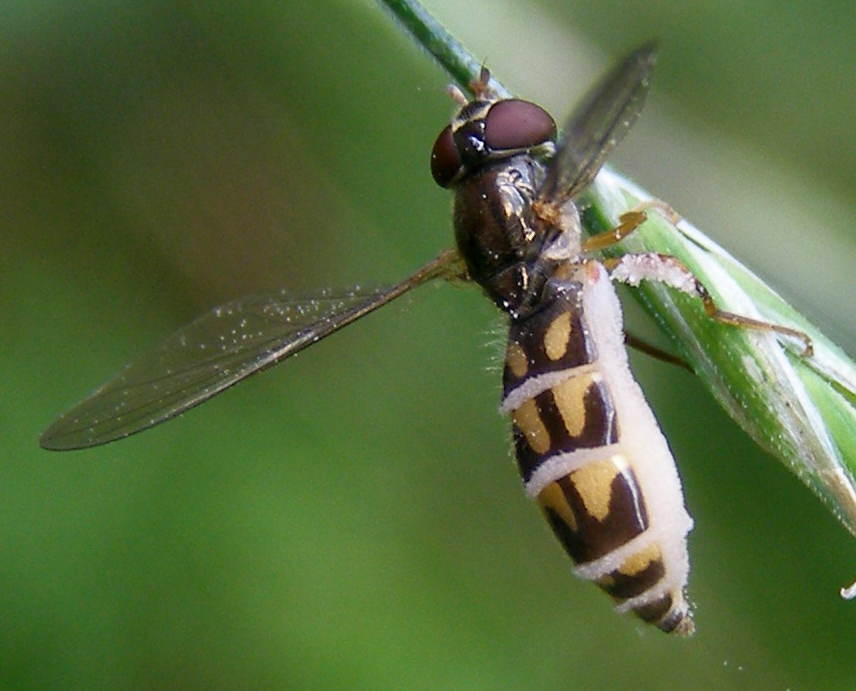